# 莫雷努
莫雷努是巴西伯南布哥州的一个市镇。总面积192.14平方公里，总人口52780人，人口密度274.7人/平方公里。